# Ext
ext (ang. Extended File System) – pierwsza wersja najbardziej popularnego linuksowego systemu plików.
Początkowo dla systemu Linux był dostępny tylko jeden typ systemu plików, bazujący na miniksowym. Twórca Linuksa, Linus Torvalds, unikał tworzenia od podstaw nowego systemu plików, aby móc skoncentrować się nad doskonaleniem wtedy jeszcze skromnego jądra, oraz aby od początku mieć stabilny system zarządzania danymi na dysku. System plików Miniksa miał poważne niedogodności, takie jak np. ograniczenie rozmiaru partycji i pliku do 64 MB, co spowodowało konieczność napisania dla Linuksa nowego systemu plików od podstaw.
W odpowiedzi na taką sytuację Rémy Card zaimplementował w kwietniu 1992 nowy system plików nazwany rozszerzonym systemem plików – ext. Dopuszczał on pliki o rozmiarze do 64 MB i partycje do 2 GB. Poważną niedogodnością ext był fakt, że po dłuższym działaniu prowadził do dużej fragmentacji. Został szybko zastąpiony przez ext2.